# 雄羅站
雄羅站（韓語：웅라역）是朝鮮民主主義人民共和國羅先特別市羅津區域的一個鐵路車站，属于咸北线。

## 邻近车站
咸北线
寬谷站 - 雄羅站 - 罗津站